# Nacaome
Nacaome ist eine Stadt und eine Gemeinde in Honduras. Sie ist die Hauptstadt des Departamento Valle. 2013 hatte die Stadt 17.024 Einwohner und die Gemeinde hatte eine Einwohnerzahl von 57.345.

## Geschichte
Nacaome ist eine alte Stadt, die gegründet wurde, als die Ureinwohner Cholulas und Chaparrastiques, die es leid waren, sich gegenseitig zu bekämpfen, es für das Beste hielten, sich zusammenzuschließen, um neue Häuser in der Mitte ihres Territoriums auf der Westseite des Chapulapa-Flusses (der Ureinwohner-Name des Nacaome-Flusses) zu bauen. Sie nannten die neue Stadt Naca-Ome, was in ihren Dialekten "Vereinigung von zwei Völkern" bedeutet. In Nahuatl bedeutet Naca Volk/Ethnie oder Körper und Ome bedeutet zwei. Diese Gründung fand statt, bevor die spanischen Eroberer kamen.
Nacaome wurde im Oktober 2005 vom Hurrikan Stan beschädigt.